# Benedicte Moltke
Benedicte grevinde Moltke, født Knuth (25. juli 1893 på Østergård ved Mern – 26. august 1986) var dekanesse ved Vallø Stift.
Hun var datter af kammerherre, hofjægermester, greve Christopher Knuth og hustru f. komtesse Lerche og blev gift 13. december 1923 med fideikommisbesidder, greve Frederik O. Moltke (14. februar 1870 – 1946), søn af greve Oscar Moltke (død 1882) og hustru Karen Marie f. Jensdatter (død 1940). 1949 blev hun dekanesse ved Vallø Stift, hvilket hun var til 1965.
Hun er begravet på Vallø Stifts kirkegård.